# Mallabia
Mallabia (spanisch Mallavia) ist ein Municipio in der spanischen Provinz Bizkaia der Autonomen Gemeinschaft Baskenland in der Comarca Durangaldea (Duranguesado). Mallabia hat 1.157 Einwohner (Stand: 2024), die mehrheitlich baskischsprachig sind. Die Gemeinde besteht aus den Ortschaften Areitio, Berano, Gerea, Goitana, Mallaldea, Osma und Zengotita.

## Lage
Mallabia liegt etwa 45 Kilometer ostsüdöstlich von Bilbao in einer Höhe von ca. 325 m.

## Einwohnerentwicklung
| 1970 | 1981 | 1991 | 2001 | 2011 | 2021 |
| ---- | ---- | ---- | ---- | ---- | ---- |
| 1186 | 1147 | 1133 | 1114 | 1188 | 1172 |

## Wirtschaft
Die wirtschaftlichen Aktivitäten der Bewohner Mallabias sind seit jeher hauptsächlich im primären Sektor angesiedelt, insbesondere in der Landwirtschaft und Viehzucht. Aber auch die Forstwirtschaft ist aufgrund der Kiefernplantagen in den Bergen der Gemeinde von großer Bedeutung.
Der sekundäre Sektor entwickelte sich ab 1970, als viel Industrie aus Eibar (z. B. der Fahrradhersteller Orbea) in die Täler und in die Nähe der Straßen verlegt wurden. So entstanden Gewerbegebiete, die mit der Zeit wuchsen und urbanisiert wurden. Die überwiegende Mehrheit ist in der mechanischen Verarbeitung und Fertigung angesiedelt, wobei die Automobil- und Werkzeugmaschinenindustrie die Hauptrolle spielt. Es gibt drei Industriegebiete: Urtia, Goitondo und Mallabarrena.
Der Dienstleistungssektor ist schwach ausgeprägt und beschränkt sich auf Transport und Gastronomie, wobei es viele Qualitäts-Restaurants gibt.

## Sehenswürdigkeiten
- Kirche Mariä Himmelfahrt (Iglesia de Santa María de la Asunción)
- Andreaskirche in Gerea
- Palacio Arana (auch: Palacio Amézaga)
- Peterskapelle
- Rathaus

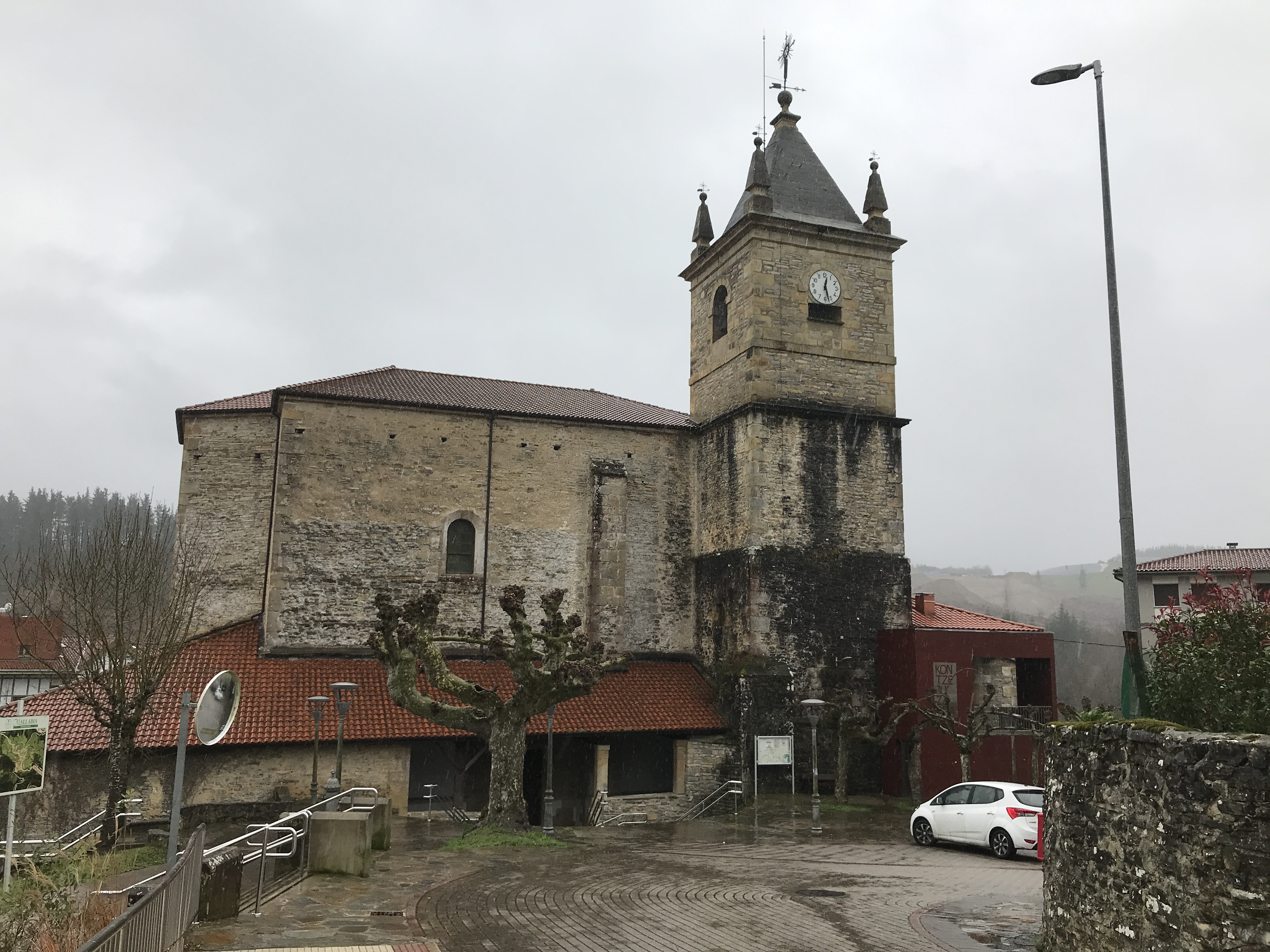
Kirche Mariä Himmelfahrt
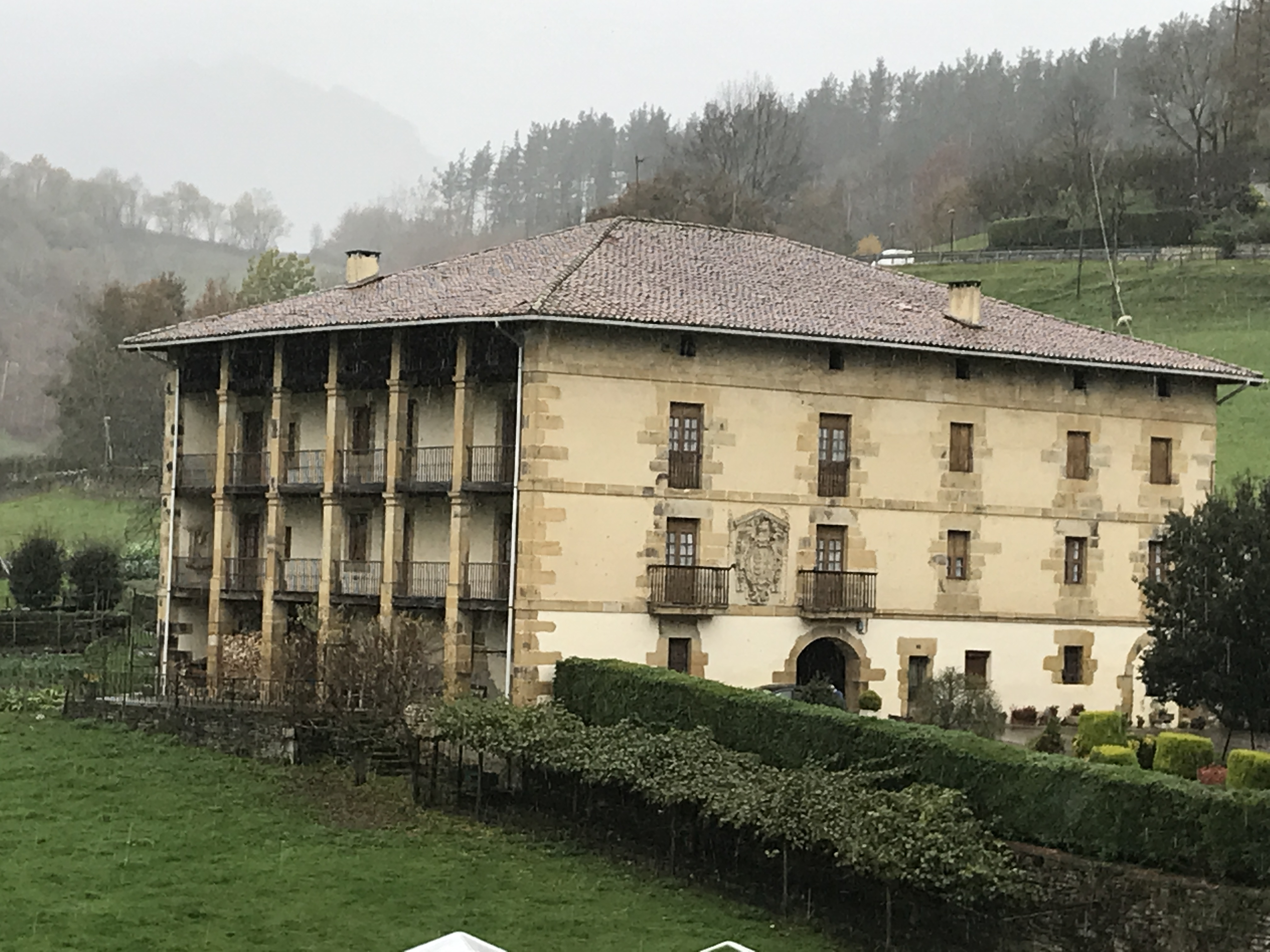
Palacio Arana

## Persönlichkeiten
- Francisco de Longa (1783–1831), General
- Andoni Monforte Arregui (* 1946), Politiker und Anwalt
- Mikel Pradera (* 1975), Radrennfahrer
- Gorka Arrizabalaga (* 1977), Radrennfahrer